# Plectreurys monterea
Espèce
Plectreurys monterea est une espèce d'araignées aranéomorphes de la famille des Plectreuridae.

## Distribution
Cette espèce est endémique de Californie aux États-Unis,. Elle a été découverte dans le comté de Monterey.

## Description
Le mâle holotype mesure 6,2 mm et la femelle 7,4 mm.

## Étymologie
Son nom d'espèce lui a été donné en référence au lieu de sa découverte, le comté de Monterey.

## Publication originale
- Gertsch, 1958 : The spider family Plectreuridae. American Museum Novitates, no 1920, p. 1-53 (texte intégral).